# アフターウォーの機動兵器
アフターウォーの機動兵器（アフターウォーのきどうへいき）は、「ガンダムシリーズ」のうち、テレビアニメ『機動新世紀ガンダムX』およびその他関連作品の舞台である、アフターウォー年代に登場する架空の機動兵器群（モビルスーツ (MS) およびモビルアーマー (MA)）の概要を記述する。なお、作品内でガンダムタイプと呼ばれる機体については各個別項目を参照。表記は型式番号順。作中では旧連邦軍機、旧革命軍機の呼称が存在する。

## 旧地球連邦軍
以下の機体の詳細は個別項目を参照。
- GT-9600 ガンダムレオパルド
  - GT-9600-D ガンダムレオパルドデストロイ
- GW-9800 ガンダムエアマスター
  - GW-9800-B ガンダムエアマスターバースト
- GX-9900 ガンダムエックス
  - GX-9900-DV ガンダムエックスディバイダー
- Gファルコン

### ドータップ
ドートレスの支援機として運用される戦闘用ポッド。大戦後に登場したシーバルチャーがサルベージ作業などで使用する水中型も存在し、こちらはドーシートと同じデザインの腕部と、通常機のキャノン砲に代わる4連装魚雷発射管ポッドを装備する。漫画『機動新世紀ガンダムX〜UNDER THE MOONLIGHT〜』では主人公リック・アレルが搭乗する。

### ドートレス
第7次宇宙戦争における旧連邦軍の主力量産型MS。戦後も多数の残存機がバルチャーや企業の警備隊、市町村の自警団などによって運用されており、新連邦においても次世代機のバリエントやドートレス・ネオが配備されていない僻地などで主力運用されている。地上や宇宙を問わない高い汎用性を有し、陸戦用高機動型から空戦用飛行型に至るさまざまなバリエーション機も生産されている。通常装備のままで高高度からの空挺降下に対応できるほど強度も高く、胸部のコックピットも上下2層式のハッチを採用した保護性能の高い構造になっている。基本武装の90mmマシンガンのほか、新連邦所属機の制式機はビームサーベルや専用のバズーカなども供給されている。機体色は連邦制式の白とオレンジのほか、作中のほかの機種と同じくさまざまなパターンが存在する。

#### バリエーション機（ドートレス）
DT-6800W ドートレス・ウェポン
ノーマル機の右肩に500mmキャノンを装備した火力増強型。重量も多少増加している。胸部のカラーリングは紺色。新連邦軍でも使用されている。
DT-6800C ドートレス・コマンド
頭部のセンサー系統や通信機能を強化した指揮官機。頭部アンテナが2基に増設されている以外は一般機と変わらない。胸部のカラーリングは深緑。
DT-6800F ドートレス・フライヤー
新連邦製の改良型バックパックを装備した飛行型。機動性は次世代機のバリエントにおよばないが、航空兵器の多くが失われた戦後の地球では高い戦果を挙げる。カラーリングは胴体中央部が灰色、ほかは橘色。携帯式（ボックスランチャー型）の魚雷発射機を装備した機体も登場する。また『Another Century's Episode 3 THE FINAL』では、第7次戦争の回想場面でバスターライフルに似たライフルを装備したゲームオリジナル版が登場する。
DT-6800HM DHMファイヤーワラビー
ホバリング用の大型スラスターを脚部に追加した陸上高機動型。名称のDは「ドートレス」、HMは「ハイ・モビリティ」を意味する。重厚な外見ながらも、フレーム構造の見直しによって重量増加が抑えられており、飛行型であるガンダムエアマスターの追撃を長時間振り切るほどの速力を発揮する。カラーリングはブラウン系。劇中ではザコット一味が使用し、背部増設オプションの火炎放射器で機体を損傷させることなくパイロットを蒸し殺す戦術から、「炎の時計部隊」の異名で呼ばれる。またウィッツの蓄えた金塊を奪取する際MS用のトランクケースを用いていた。重量は通常仕様が8.0tで火炎放射器装備型が8.1t。
DT-6800HMC DHMCワイズワラビー
ファイヤーワラビーの上位機種で、HMCは「ハイ・モビリティ・コマンド」を意味する。ファイヤーワラビーとの違いとして、頭部が性能向上型に換装されている。カラーリングは青。劇中に登場するのは青いエニル機のみ。なお、ワラビー系はビームサーベルを標準装備している。背部に汎用ハードポイントがあり、作中ではファイアーワラビーとともにパーツ回収用のコンテナを装備する。重量8.0t。
『機動新世紀ガンダムX〜UNDER THE MOONLIGHT〜』でも同型の機体が登場。
NRX-0018-2 ドートレス・ネオ
ドートレス直系の新型機。詳細はドートレス・ネオを参照。

#### カスタム機（ドートレス）
DT-6800 ドートレス改
戦後世界における、ドートレスをベースとしたカスタム機の総称。旧革命軍のジェニスなどといった、さまざまな機種のパーツを組み合わせたバリエーションが存在する。ただし、戦後も連邦の主力として使用されていたドートレスはバルチャーたちのあいだでは印象が良くないためか、ジェニスに比べると使用率は低いとされる。ゲーム「SDガンダム GGENERATIONシリーズ」では、本編第2話に登場した紫色一色の機体を採用している。
DT-6800 ドートレス・タンク
バルチャーがジャンクパーツでレストアした連邦非公式の機体。下半身を無限軌化したことで頭頂高が10.5メートルにまで下がり、バックパックのスラスターも塞がれている。劇中では、ウィッツの故郷の村民たちが夜盗対策として共同購入する。武装は両前腕を換装して1基ずつ装備された70mmガトリング砲。重量6.3t。
DT-6800A / DT-6800C / DT-6800W ドートレス / ドートレス・コマンド / ドートレス・ウェポン（アルタネイティヴ社機）
アルタネイティヴ社による改修機。ノーマルの状態でも連邦の純正機より軽量化されており、コマンドタイプやウェポンタイプといったバリエーションも存在する。機体色はグレーを基調とし、頭部と胸部は通常型とウエポンが橘色、コマンドが赤に塗装されている。劇中では、アルタ社のエージェントであるライク・アントたち3人がコマンドタイプに搭乗し、GXに初搭乗したガロードの初陣の相手となる。また、アルタ社壊滅後にフリーデンが交易に用いたドートレスは同社製の色となっている。

### ドーシート
旧連邦軍の水陸両用MS。主機である可変ピッチ型ハイパースクリューの推進器ポッドを2基背負い、潜望鏡も背部に装着されている。肩部には、対空魚雷の発射も可能な魚雷発射管を内蔵する。腕部は伸縮自在の構造となっており、手の部分にクローとビーム砲を装備する。劇中では、下記のドーシートIIとともにイルカの脳を使用した生体ナビゲーションシステム「Dナビ」を装備し、ガンダムタイプをも翻弄する水中機動性を発揮する。

#### ドーシートIII
脚部のスクリューをウォータージェットエンジンに換装した高機動型。この改修によって陸戦能力が低下したため、実質的な水中専門型になった。武装構成も改修前と同じだが、手のビーム砲が2連装化され、クローも3枚刃に減少した代わりに1枚1枚が大型化している。

### ガンダムベルフェゴール
ガンダムヴァサーゴやガンダムアシュタロンの開発ベースとされるガンダムタイプで、ベルティゴなどの革命軍製NT専用機を撃破するために製作されたNTを抹殺するためのNT専用MSである
Gビットを用いた同時代のガンダムタイプとは別のアプローチで性能を強化しており、各種の火器や装備を駆使し、単機で1個中隊クラスの戦力を発揮する。ガンダムタイプの特徴であるフラッシュ・システムは、機体や武装の制御に援用されている。しかし高性能な反面、搭乗者の安全性は考慮されておらず、特殊な制御系から来る精神的な負荷や高機動に伴う激烈なGなどパイロットを使い捨てのパーツとみなした設計がなされた感がある。戦後は機体解析のためにニュータイプ研究所に移送された。
漫画版では、カイの所持していたマスク型のNシステムとの相乗効果で凄まじい性能を発揮する。しかし、Nシステムはパイロットを洗脳する装置としての役割も兼ねており、パイロットにニュータイプ能力や操縦技術の飛躍的な向上などの絶大な力を与える代わりに不完全な状態のために脳細胞を徐々に蝕んでいく代物だった。機体自体の高負荷も合わさり戦闘後にカイは耳から出血するなど、パイロットの身体にも相当な負担をかけていた。のちに、Nシステムは改良されたうえでディクセン・モードエックスに搭載される。
武装
本機はその特殊な任務のため、NTの殲滅とコストを度外視した高性能を追求しており、ニュータイプ戦用の対ビット用ヒートワイヤー、接近戦用のクローアーム、砲撃戦用のソニック・スマッシュ砲などの強力な武装を多数装備し、あらゆる局面で絶大な戦闘能力を発揮する。
対ビット用ヒートワイヤー
高熱化したワイヤーで敵機を切り裂くほか、敵NT機のファンネル・ビットを絡め取り無力化する機能も併せ持つ掌内蔵（UTM版では手首内側に設置）型のヒートワイヤー。
ストライククロー
設定画では肩部の装甲が可変して展開される。UTM版では接近戦用として頻繁に使用され、複数の敵MSを瞬時に破壊し、ガンダムタイプの装甲すら容易く握り潰すほどのパワーを発揮する。
クロービーム砲
ストライククロー上部に装備されたビーム砲。
大出力ビームサーベル（ハイパービームサーベル）
ストライククロー掌基部に装備された大出力ビームサーベル。
アトミックシザーズ
膝部装甲が可変して展開される。設定画においては爪部先端がヒート化するとした添え書きも確認される。
ソニック・スマッシュ砲
胸部両側の装甲と腹部を展開して露出する。敵機を周辺地帯ごとまとめて消滅させる破壊力をもつ。
ビームサーベル
設定画によると左右のサイドスカートがホルダーとなっており、通常型のビームサーベルがそれぞれ１基つずつ搭載されている。
バスターソード
UTM版で装備。マルコのセプテムから形見として受け継いだ大型の実体剣。
リミッター解除
ゲーム『SDガンダム GGENERATION』シリーズ等にて使用可能な武装。発動するとメインモニターに赤文字で「敵ノ殲滅ヲ最優先トスル」と表示され胸部コアパーツとサブカメラが赤く輝き、各武装を使用した超高機動での連続攻撃を行う。
劇中の活躍
A.W.0024年にNT研究所の廃墟に放置されていたところをカイによって発見され、そのまま彼の搭乗機となった。本来の機体性能とパイロットのカイの技量もあいまって、開発から四半世紀近いA.W.0024年においてもトップクラスの戦闘能力を発揮する。
また、ブラック・ホーネット基地に回収された際に独自の改良が施される。このとき、パイロットの負荷軽減のためにストライククローやソニックスマッシュ砲など主武装の一部にシステムリミッターによる使用制限がかけられたが、のちにカイによって解除され、本来の性能を再び発揮する。のちにカイともどもリックたちの味方となり、ブラック・ホーネット隊のディクセンらと交戦する。
制作エピソード
もともとはゲーム『SDガンダム GGENERATION』シリーズにて創作設定されたオリジナルのMSであり、アニメ本編の制作時には存在していなかった。デザインを担当した石垣純哉は自著において、ガンダムヴァサーゴとガンダムアシュタロンの特徴を持つ機体としてオーダーされた、頭部はデビルマンをモチーフにしたと説明している。のちに漫画『機動新世紀ガンダムX〜UNDER THE MOONLIGHT〜』にてライバルおよび味方機として登場する。

### D.O.M.E.専用ビットモビルスーツ
D.O.M.E.のフラッシュシステムにより操作される無人MS。その計り知れない運動性で施設に近づくものを完全に排除する。月面施設の自動防衛システムとして戦後も一貫して宇宙革命軍の攻略を退け続け、「見えない悪魔」と恐れられていた。資料によってはMWGビット(マイクロウェーブGビット)とも記述されている。
ガンダム用のGビットのような母機に相当する有人機はなく、D.O.M.E.からの直接指揮によって稼働する。その戦闘力は革命軍の先遣隊を瞬く間に壊滅させ、革命軍と新連邦軍の旗艦に直接砲口を向けることで両軍の動きを封じる。革命軍側として戦闘に参加したランスローも、その性能と射撃精度の高さに驚愕する場面がある。
武装は、クラウダをも破壊する2枚リフレクター付属式の肩部大型ビームキャノン（ビーム・バズーカとの記述も存在する）1門と胸部ビーム・マシンキャノン。ゲーム『SDガンダム GGENERATION WARS』ではこの武装をサテライトビームキャノンという名称で扱っている。ときた洸一による漫画版では、マイクロウェーブ送信を受けたサテライトキャノンの一斉砲撃で革命軍の先遣隊を消滅させるを使用。
ティファ・アディールの呼びかけに応えたD.O.M.E.は、真実を知るべき者を導く為に、この機体を用いて自らの意思を伝えた。しかし、それを拒否したフロスト兄弟は彼等自身を導こうとしたビットMSを破壊、強引に部下を月面送電施設に潜入させD.O.M.E.をMW送信システムから切断した。
なお、ゲーム作品における名称は、『Gジェネレーション』シリーズは「D.O.M.E.ビット」、『スーパーロボット大戦』シリーズと『Another Century's Episode 3 THE FINAL』は「Gビット」となっている。また『Another century~』版ではこの機体の色換版がGXビットの代わりにローレライの海に沈んでいた事になっている。

## 新地球連邦軍
以下の機体の詳細は個別項目を参照。
- GX-9901 ガンダムダブルエックス
- NRX-0013 ガンダムヴァサーゴ
  - NRX-0013-CB ガンダムヴァサーゴチェストブレイク
- NRX-0015 ガンダムアシュタロン
  - NRX-0015-HC ガンダムアシュタロンハーミットクラブ

### コルレル
新連邦軍参謀本部が開発を進めていた試作実験機のうち、徹底的な軽量化による運動・機動性特化を追及した機体。フロスト兄弟を通じてダブルエックス追討を命じられた「白い死神」ことデマー・グライフに与えられる。受領直後の機体色はグレーと赤のツートンであるが、白色に強いこだわりをもつデマー自身の手で真っ白に塗り直される。
極限まで軽量化されているゆえに手足が極端に長く細い体型をしており、ジェネレーターの余剰出力の低さから武装はビームナイフ1本に限られるものの、高速かつアクロバティックな跳躍とダッシュで敵を翻弄し、関節やコックピットを集中攻撃して仕留める戦法を実行する。
シャギア・フロストの陽動につられて市外廃墟の狭所に誘い込まれたダブルエックスを追い詰めるが、とどめの攻撃を相手のビームライフルで受け止められたうえ、ライフルの爆風に吹っ飛ばされて背後の建物に衝突した隙を突かれ、相手の固定機関砲による斉射を受けて撃破される。

機体名はCorre（スペイン語で「走る」の意）から。
ほかの新連邦製MSと同じく頭部センサーはデュアルアイだが、ゲーム『SDガンダム GGENERATION F』でのカットインではモノアイで誤って表現されている。

### バリエント
新連邦樹立後に開発された初の量産型MS。制空権の確保を目的とした高機動の飛行型MSとして設計されており、脚部を収納して推進器とする簡易トランスシステム的な構造をもつ。飛行中でも両腕が使える利点がある一方で、脚部は展開時であっても歩脚としての機能をもたず、あくまで着陸脚・安定翅的な役割に限定される。交戦相手であるフリーデン側からは出力・機動性ともにドートレスを数段上回る性能と評され、宇宙での新革命軍との戦いでも主力機として用いられる。武装として、前腕部にビームサーベルラックと内蔵型二連ミサイルランチャーを有し、各種増設装備を想定したハードポイントが前腕部や脚部などに設置されている。ビームライフルは、照準補佐用のレーザーセンサーが追加された新規格品使用している。

### ガブル
新連邦が開発した超重量級試作MS。物理的攻撃のいっさいを跳ね返す重装甲と、ビームを完全に無効化できる肩部フィールドジェネレーターを装備しており、圧倒的防御で敵の弾薬やエネルギーを消耗させてから、自重やパワーで押しつぶしたり、手のナックルガード内に指を収納したパンチモードと呼ばれる拳を使った直接打撃で仕留めたりする。フリーデンとの戦いでは、レオパルドの両手を簡単に握り潰したり、ダブルエックスを片手で吊るし上げたりするなどの怪力を発揮する。
フロスト兄弟を通じて「不死身の殺人マシーン」ミルラ・ドライドに与えられ、ダブルエックス、エアマスターバースト、加勢したGXディバイダーの3機を圧倒するが、最後に加勢したレオパルドの捨て身の零距離一斉砲撃で肩部フィールドジェネレーター・胸部装甲を破壊され、ほかの3機によるビーム兵器の一斉射撃を受けて撃破される。
機体名の由来はGable（ペルシャ語では「死」の意）から。

### ブリトヴァ
新連邦製試作MSの1機を、「東部戦線の狩人」ドゥエート少尉の依頼で奇襲・強襲用に改修したカスタム機。両肩には牽制用のマイクロミサイル、右腕にはルナチタニウム合金をも切り裂く超合金製モノフィラメントワイヤー（ヒートワイヤー）カッターを装備する。劇中では高速移動の為使い棄てのブースターパックを装着していた。
南アジア戦線でダブルエックスとエアマスターバーストを襲撃するが、相手の連携によってワイヤーを展張するロケットモーターの錘部を破壊されて撃破される。
機体名の由来はロシア語の「剃刀」から。

### ラスヴェート
新連邦が開発したNT用試作機。ガンダムタイプに似た頭部が特徴で、フラッシュシステムを用いた無人機の遠隔操作機能をもつ。ただし、こちらは有人機である母機と無人機の外見が同じになっており、母機の位置を特定されて撃墜されるリスクを低くしている。武装はオーソドックスでありがらも、背部の大型スラスターによって高い機動性を発揮する。
フリーデンチームとの交戦中にパイロットのアベル・バウアーがシステムの起動に成功し、母機の所在を秘匿するかく乱戦法でフリーデン側を苦しめるが、ティファの助けを得たガロードの機転でビットMSの制御を失い、母機の両腕と頭部を切り落とされて撤退する。その後、アベルはフロスト兄弟に謀殺され、機体も破壊処分される。

#### バリエーション機（ラスヴェート）
ラスヴェートβ
コミックボンボン連載版『機動新世紀ガンダムX』に登場。ベルティゴに次ぐカリスの専用機で、ラスヴェートとベルティゴのパーツを組み合わせたミキシングビルド機となっている。宇宙での決戦に備えて出撃するフリーデンIIに搭載され、月に向かう際の新連邦と宇宙革命軍との戦いに投入される。

### ドートレス・ネオ
ドートレス直系の次世代機にして、新連邦製MSの集大成的機体。基本設計は従来のドートレスからの流用となっているが、フレーム構造や装甲材、ジェネレーターなどを一新することで、ベース機とは一線を画した高性能機になっている。側頭部に増設された大型フィンによって指揮・通信機能の強化と飛行時の安定性が増したほか、単体での大気圏内飛行能力も可能な推力を有している。武装もブリトヴァをはじめとする各試作機のデータがフィードバックされており、斬撃用ビームカッターを兼ねた高出力ワイヤード・ビームライフルを両腕に固定装備している。また、従来の各種携行火器も使用可能で、バリエント用のビームライフルを装備した機体も登場する。
実戦配備直後から新連邦の主力として全領域運用され、フロスト兄弟指揮下の司令部直属の精鋭部隊にも配備される。

### ガディール
新連邦が量産した高機動飛行型MAで、制空権の確保を目的とした音速兵器。ただし、荒廃したA.W.年代において、新連邦以外にまとまった航空戦力を有している地上勢力はエスタルドのようなごく一部のみであり、戦力自体の保有数も少なかったため、航空戦力はバリエントのような飛行型MSで充分との判断から少数生産に留まっている。
空気抵抗を減らした戦闘機に近い形状で、機体上部にドートレス系の頭部センサーが設置され、両翼には高推力の双発エンジンと収納式の腕部をもつ。また機体中央下部には、ビームサーベル兼用の専用長銃身ビームライフルが装着されている。設定画によると、サーベルとして使用する際は外したライフルを手に持ち替える。アニメ本編では、一般的な手持ち式ビームサーベルを装備する。
総生産数30機中の5機が対エスタルド戦で試験投入されるが、2機はエアマスターを性能で圧倒しながらも逆転敗北し、残り3機は、強化されたエアマスターバーストにまったくかなわずやはり撃破される。
漫画『機動新世紀ガンダムX〜UNDER THE MOONLIGHT〜』にも登場。シアンが搭乗し、グランディーネの荷粒子光弾砲をフィールドジェネレーターで防ぎ切ったディクセンに対し、その際に出来た真空のトンネルを利用して加速力を倍化した突進でディクセンに特攻し撃破する。

## 宇宙革命軍

### ジェニス
第7次宇宙戦争における、旧宇宙革命軍の主力量産型MS。高い汎用性と生産性から多数のバリエーションが生産され、同じ革命軍系MS同士での装備の共通化も図られている。終戦後も、旧連邦製のドートレスなどのように多数の機体が残存し、バルチャーやその他のMS乗りたちによってカスタマイズされた機体が活動している。戦後は、再び台頭した新連邦・革命軍両勢力の新型機が登場したことで旧式化するが、パイロットの腕とカスタム次第では、これら新型機とも互角以上に渡り合える性能を秘めている。
ほとんどの革命軍製MSは、西洋甲冑のようなスリット入りのモノアイカメラや、放熱器のような1対の機器を備えた頭部が特徴である。
胴体の固定武装として、ショルダーバルカン、ウェストバルカン（マシンキャノン）を装備し、バックパック横のマガジンから弾丸を供給する。基本武装はビームサーベルや100mmマシンガン。ほかにも共通規格オプション武装として、ヒートホーク（アックス）、ヒートサーベル、ジャイアントバズーカ、ビームライフル、シールドなどがある。
はるか未来が舞台である『∀ガンダム』劇中にも、黒歴史の記録映像内に登場する。

#### ジェニス改
（型式番号：RMS-006G）。第7次大戦時に運用された陸戦型。従来の外見的特徴であった両肩部のニードルと機体各所のバーニアを廃し、装甲を強化している。

#### カスタム機（ジェニス）
RMS-006 ジェニス（ロッソ隊仕様）
バルチャーであるロッソ・アラマント隊の所属機で、赤い塗装と両肩のニードルが特徴の通常型。
RMS-006 ジェニス（サテリコン仕様）
反革命軍勢力サテリコンが、宇宙革命軍から鹵獲した機体を自軍用に改修したもの。外見はオレンジ色の地上型ジェニス改であるが、宇宙でも問題なく稼動している。
RMS-006G ジェニス改（エニルカスタム）
恋人のマイルズを殺した新連邦への復讐に燃えるエニル・エルが、シーバルチャーのルマークから購入した地上型のカスタム機。機体色は従来のエニル機と同じ青。頭部のモノアイが完全に露出した形状となり、頭頂部もサブカメラが増設されるなどの改造を施されている。推進器も通常機からかなり強化されており、大気圏内飛行をしているような場面が描かれている。武装はマシンガン、ビームライフル、ジャイアントバズーカ、ビームサーベルを使用。エニルの技量と相まって新型機とも互角以上に渡り合うが、第8次宇宙戦争では性能差から他機に追随できず、フリーデンIIの護衛を担当する。頭頂高16.8m重量8.0t。
RMS-006G ジェニス改（クロッカオリジナル）
ガロードからのGXの捕獲を狙うクロッカ専用のカスタム機。紫の機体色と、モヒカン状の頭部飾りが特徴。1話でガロードによって捕獲される。
RMS-006G ジェニス改（スラッシュバッファロー）
ヴェドバ・モルテの専用機。頭部にバッファローの角を彷彿とさせる角飾りが付いているほか、各所に装甲が追加されている。機体色は真紅。頭頂高17.5m重量8.0t。
RMS-006G ジェニス（ガスパカスタム）
『機動新世紀ガンダムX〜UNDER THE MOONLIGHT〜』に搭乗。バルチャーであるガスパの専用機。機体色は青を基調とする。腹部ウェストバルカンを廃して左肩のショルダーバルカンを三連装式に換装し、左腕にソード・ワイヤー兼用のアーミーナイフのような複合武装ユニットを装備する。しかし、改造ベースであるジェニスの相性は悪く、技量の低いガスパには扱いきれていない。
のちにブラック・ホーネット隊に捕まった際には、ジャイアントバズーカを装備して再登場。この時点では、ガスパの技量向上もあって本来の性能を発揮するが、クラウダとの性能差を埋められず完敗する。

### ジュラッグ
旧革命軍製の陸戦用MS。戦後のフォートセバーン市の自警団などによって運用されている。劇中で登場するのは、後述の寒冷地仕様機（ポーラ・ベアー）のみ。

#### ポーラ・ベアー
（型式番号：RMS-007G）。スノーボード状の雪上・陸上移動オプション、およびシールドでもある「スレッジ」を足裏に装備し。本体もセンサーや駆動系などが寒冷地仕様に改造されている（センサー形状がスリット状からモノアイ状センサーが露出するものに置き換わっている等）。フォートセバーン市所属。のちに北米の新地球連邦軍抵抗組織にも配属される。

### セプテム
ジェニスをベースに重武装・高機動化した重MS。機体色はブルーを基調とする。本来は宇宙用であるが、陸戦タイプも生産された。脚部の大出力バーニアによってジェニス以上の機動性を発揮し。胴体部に旧革命軍機特有の固定火器が存在（マガジンはジェニス、オクト・エイプと異なりバックパック中央に設置）し、劇中でダブルエックスに対して使用されるが、文字設定では記載がなく詳細不明（劇中ではバルカンと呼称されている）。7次大戦後も教導隊などで運用されているほか、クラウダとの混成運用で前線にも配備されている。第8次宇宙戦争時には、ビームライフルを装備した機体も運用される。

#### セプテム改
セプテムの陸戦用改造機（バルチャーによる私的改造機を含む）機体（型式番号：RMS-009G）。
防塵機能が強化されているが、ジェニス改のような外見的な変化はない。劇中では、ガンダムアシュタロンを襲っていたジェニスによく似た緑基調のバルチャー機体、暗い桃色基調のローザ艦所属機が登場する。

#### 宇宙の眼仕様機
漫画『機動新世紀ガンダムX〜UNDER THE MOONLIGHT〜』に登場。テロ組織『宇宙の眼』に所属するグレーデンの部隊が所有するセプテム。それぞれ独自に改良が加えられていて、各々が異なる装備（バスターソード、トンファー、ビームジャベリン）をもつ。
なおマルコ機のバスターソードは、形見としてカイに引き継がれることになる。

### オクト・エイプ
大型バーニアを装備した旧革命軍の高機動型MS。機体色は赤基調。大気圏内飛行を可能とする大推力と高い運動性能から、旧革命軍製量産機としては最強と評される旧革命軍機特有の胴体固定火器は50mmガトリングキャノンに強化されている。劇中では、その機動性に加えて革命軍製の強力なビームライフルを装備するなど、交戦したフロスト兄弟も唸らせるほどの革命軍の技術力を見せつける。また、地球への諜報活動のために降下していた革命軍工作員によって運用されており、奪った宇宙巡洋艦で宇宙へ向かう同志を援護するべく、これを阻止しようとする新連邦軍の足止めを担う。

#### オクト・エイプ改
陸戦用に改造されたバルチャー仕様。型式番号RMS-014G。劇中ではグリーツ・ジョーが保有する白い機体が登場する。

### ベルティゴ
第7次宇宙戦争における宇宙革命軍のNT専用MS。フラッシュシステムを介して脳波コントロールされる、大気圏内外対応型の小型無人ビーム砲浮遊端末・ビットを計12基搭載する。また本体武装として、肩の襟口にマシンキャノンを2門、特徴的な長い手首の先に内蔵型ビームライフルを搭載している。
ビームサーベルは、劇中描写では手の後ろ側からグリップを射出して保持する形式となっている。
大気圏内においても高い飛行能力と機動性を有し、ガンダムタイプにも匹敵する高性能機となっている。また、戦後に開発された新連邦軍の最新鋭機であるドートレス・ネオに対しても、互角以上の性能を発揮する。
劇中の現代に登場するカリス機は、15年前のライラック作戦でMAパトゥーリアとともに降下した整備用予備パーツから組み上げた機体である。また、漫画『機動新世紀ガンダムX外伝 ニュータイプ戦士ジャミル・ニート』では、ライラック作戦時での降下部隊護衛としてランスロー・ダーウェルが搭乗している。
劇中ではビットによるオールレンジ攻撃により、初対戦時のガンダムXのサテライトシステムを破壊する重大な損傷を負わせ撤退させる。しかし、ディバイダー型に強化されジャミルが搭乗するGXとの再戦では、NT能力が使えない状態の相手にビットをすべて撃ち落されたことで撤退を余儀なくされ、再度ガロードが搭乗した再戦でも、ジャミルの戦いを見て腕を上げたガロードに再び全ビットを落とされ、ビームサーベルによる白兵戦で腕部を斬り落とされ敗北する。戦闘後にダメージを負った機体はフリーデン内で修復されたのち、対パトゥーリア戦ではジャミルがティファを同乗させた状態で動かし、パトゥーリアの鎮圧にあたる。物語後半でカリス機として再登場してからは、劇中で理由は明言されていないがビットを一度も使用していない。
en:RMSN-008 Bertigo

### クラウダ
宇宙革命軍が戦後に量産化した初の新型機。戦後15年をかけて軍備再建を図っていた革命軍の、新連邦に対抗する切り札として実戦配備された。量産機のカラーは薄いグレー、ランスローが搭乗する複合通信アンテナ装備の指揮官機（型式番号：RMS-019R）はクリーム色に塗装されている。
最大の特徴は、特殊コーティングと物理的な厚みでビームと実弾両方の攻撃を無効化する重装甲にあり、さらに外見通りの重量級機体でありながら、機体各部に配置された高出力スラスターによって見た目以上の高機動性を発揮する。特異な腹部の巨大スラスターは同時に弱点ともなり、ガロードに見抜かれてからはピンポイント狙撃で撃破される場面も見られた。固定武装として背部に巨大なビームカッターを装備しており、推進力による突進を組み合わせることで戦艦の装甲もたやすく切り裂く威力をもつ。アニメ本編では対艦用途でしか用いられないが、漫画ではMSに対しても使用する。装備しているビームライフルは、出力の高さから一部資料ではビームバズーカとも記載されている。頭部側面にはバルカン砲が配置され、強力なビームライフルと火力を使い分ける。

#### クラウダ（ブラックホーネット隊仕様機）
漫画『機動新世紀ガンダムX〜UNDER THE MOONLIGHT〜』に登場（型式番号：RMS-019-D）。
第8次宇宙戦争終結から9年後のA.W.0024年、旧革命軍国家「クラウド9」が設立した私設軍隊ブラック・ホーネット隊の配備機。A.W.0024年においてはすでに新型ではないものの、その性能と装甲はなおもトップクラスを誇る。BH仕様機は次世代機開発のためのデータ採集機としての側面を持ち、各部には同隊の新鋭機ディクセン・ホーネットのパーツが組み込まれている。同じく外装にもテスト用の新型装甲が使用されており、対ビーム性能を中心に格段に強化されている。そのパワーと装甲でリックのGXを圧倒するが、リックの機転で脚底部のバーニアを至近距離から撃たれ撃破される。なお、機体色は部隊名に合わせた黒基調に変更されている。

### ディクセン・ホーネット
漫画『機動新世紀ガンダムX〜UNDER THE MOONLIGHT〜』に登場。第8次宇宙戦争終結から9年後のA.W.0024年、スペースコロニー国家「クラウド9」（旧宇宙革命軍）が開発した次世代型汎用MSである。クラウダの次世代機にあたるが、国交を回復した新連邦の技術が組み込まれ、革命軍と連邦系の技術を融合した独自の構造をもつ。
最大の特徴は、通常サイズの機体としては初めてフィールドジェネレーターと呼ばれるバリアを標準搭載した点。これはビーム射撃を無効化するだけに留まらず、斬りかかった敵ビームサーベルのビーム刃すら完全に消失させるほどの能力をもつ。機体の一方向に集中して展開することで、大型MAの荷電粒子砲クラスの砲撃をも無効化することが可能。また、装甲材質はガンダムタイプと同質のルナチタニウム合金製とし、装甲の厚さ自体もより増加した。総合的にはガンダムタイプや、前世代機のクラウダをも上回る防御力を誇る。基本性能も改修前のGXを圧倒するほどで、A.W.0024年におけるMS開発技術の最高到達点とも言える高性能量産機として完成している。その耐久性と汎用性の高さから想定される投入領域は多岐に渡り、単機であらゆるガンダムタイプの機能を再現するため、豊富なオプション装備が用意されている。
3号機がサテライトキャノン仕様(X装備)で登場し、海を割る威力のサテライトキャノンを使用する。この時点では、冷却機能の問題から連続使用に耐えられなかったが、奪ったGXのデータをもとに改良されたことで安定する。

#### ディクセン・モードエックス
（型式番号：RMS-012-10）ディクセンの特殊仕様機で、鹵獲したGXの解析データをもとに改修されたX装備を標準搭載する。また、レムレス塗料によるステルス機能やNシステムによるGビットの制御能力も有している。
冷却システムの改良によってサテライトキャノン射撃時の信頼性・安定性が大幅に向上。旧装備で砲身部に設置されていたリフレクターは背面への固定装備とし、X状に展開される4枚と、上部に2つ折りタイプを備えた計5枚のリフレクターを装備する。砲身は従来の肩掛け式から取り回しに優れた腰溜め式に変更し、銃尻から本体に接続されたチューブを介しエネルギー供給を行う。また、本体背部リフレクター下のリアスカート内には、接近戦用の大型ビームソード二本が格納されている。
システムと並行して本体も大幅な改修が行われ、ホーネット型よりも細身な体型になっている。頭部カメラセンサーは従来のモノアイ（単眼）状のものからツインアイ（双眼）方式に変更され、GXを強く意識した意匠をもつ。ホーネット型では腕部に装備されたフィールドジェネレーターは胸部に設置され、コックピットや動力部の安全性を高めている。
さらにNシステムによって、ニュータイプ能力のない一般パイロットにも飛躍的な能力強化とニュータイプ能力を付与することができ、フラッシュシステムを併用することでビットMS化されたホーネット複数機を一括制御できる。それ以外にも、ローザII世の洗脳装置としても使用される。
また、MXおよびビット型ホーネットの外装にはレムレス塗料と呼ばれる特殊塗料が施されており、周囲の背景に同化することで機体の姿を消し去り、レーダーにも反応しないステルス性を利用した敵の視覚外からの奇襲を可能としている。風景への同化であるため太陽光による影までは消すことはできず、リックは海面に写る影から本機の位置を特定する。
劇中ではエディン・ザッハが搭乗し、Gビットとレムレス塗料のステルス機能によりカイのガンダムベルフェゴールとリンのガンダムエアマスター、グランディーネらを無傷で破壊する。リックのガンダムX改と激闘を繰り広げ、ライフルやビームソードを無効化するフィールドジェネレーターにより有利を取るが、最終的にはビームソードを捨てたガンダムX改の素手による格闘戦で撃破される。

### グランディーネ
旧革命軍の地球侵攻用大型MA。安定した四脚姿勢で大出力荷粒子光弾砲を見舞う移動砲台的兵器。足裏部にホバーユニットを有している。大戦後はアルタネイティヴ社が回収・保管しており、対フリーデン戦用の切り札として使用するが、GXのサテライトキャノンによる遠隔砲撃を受けて消滅する。アルタ社に搬入される際は、複数の大型ヘリに牽引されるかたちで空輸される。
漫画『機動新世紀ガンダムX〜UNDER THE MOONLIGHT〜』にも登場。戦後残された機体がジョージタウンに運び込まれ整備されていた。9年後の世界では、バレッタ搭乗のディクセンのフィールドジェネレーターを突破するために使用されるがフィールド貫通は成らず、エディンのモードエックスに破壊される。

### フェブラル
旧革命軍が第7次宇宙戦争末期に投入したNT専用MA（型式番号は"MS"とされている）。作中では過去の時代の機体であるため、戦後世界には登場しない。コロニー落とし作戦に際してランスロー・ダーウェルが搭乗し、連邦側のエースであったジャミルのGXと相打ちとなっている。このときランスローは、機体が爆発する直前に頭部コックピットを切り離して生還している。
上半身は人型に近いが、下半身は多数のビットを格納するキャリアーに特化しているため、脚部を排したスカート状になっている。手の各指はすべてビーム砲化されており、両手合わせた合計は10門に達する。文字設定によると、指の砲は腕ごと切り離して運用する有線ビーム砲であると記されており、腕部にはそれを示すスラスターのディテールも存在する。
漫画『機動新世紀ガンダムX外伝 ニュータイプ戦士ジャミル・ニート』「スーパーロボット大戦シリーズ」などでは、ビットを使った一斉攻撃である「ペス・ポラドォール」と呼ばれる技を使用しており、指の砲口からビームサーベルを発生させるという設定が『SDガンダム GGENERATION F』では加えられている。

### パトゥーリア
旧革命軍が地球攻撃作戦「ライラック作戦」に投入した超大型NT専用MA。大戦当時は作戦の失敗で機体が北米北部に不時着し、落着地点に建設されたフォートセバーン市の市長ノモア・ロングとして潜伏していたドーラット博士の手で修復と保存が行われていた。天然、もしくは人工NTをサイコミュ・ダクトと呼ばれるカプセルに入れて生体部品化することで起動し、機体各部に搭載された荷粒子砲による大火力砲撃や、多数の有線ビーム砲を用いたオールレンジ攻撃を行う。一方、機体システムに組み込まれた人間は精神を蝕まれていき、最終的には人としての自我さえ奪われたうえで完全にシステムの一部と化す。通常時は、巨大な艦船から胸像型の艦橋が生えているような形状だが、攻撃時は下部の艦体部分が中央から左右に真っ二つに割れた戦闘形態をとる。胸像部の肩に相当する部分に、各ジェネレーターへのエネルギー供給用の粒子加速器を有し、飛行・防御用のフィールドジェネレーターが機体各所に装備されており、ビーム兵器を完全無効化する（漫画版では防御用に発動している）。大戦当時は、ベルティゴ5機を直掩護衛機として配する運用を想定していた。
フリーデンチームと交戦し、テイファとガロードの呼びかけによってカリスのNT能力制御が停止したところをGX・DVのハモニカ砲で装甲を破壊され、カリスを組み込んだサイコミュ・ダクトを引き千切られて機能停止する。そのまま制御を失った機体は墜落し爆発炎上する。

## その他

### エスペランサ
太平洋上の都市セインズアイランド近辺に拠点をおくシーバルチャーのルマーク・カウトが、サルベージして集めたジャンクパーツを組み合わせて製造したハンドメイドMA。強力な加速を生かしたきわめて高い機動性を発揮し、攻撃直後に即座に距離をとる一撃離脱戦法を得意とする。一方、武装は胴体下部のビーム砲と機首部マシンキャノンのみと決定打に欠ける。素早く接近し打撃を与える。再び戦場に復帰したエニルが、ルマークから購入して自身の乗機とする。
エスペランサ (esperanza) はルマークの故郷の言葉（スペイン語）で「希望」を意味する。
フリーデンとの戦闘でガンダムを翻弄する機動性を見せるが、フリーデンクルーのトニヤに友情を抱いていたエニル自身の迷いから、攻撃を中断し撤退する。その後に立ち寄ったゾンダーエプタ島で、新連邦の最高機密である新型機ダブルエックスを目撃したことから、口封じとしてフロスト兄弟に襲われ撃墜される。

### ガンダムヌーヴェル
『機動新世紀ガンダムX Blu-rayメモリアルボックス』に同梱された漫画『あなたと、一緒なら』に登場。カリス・ノーティラス専用のガンダム。型式番号：GNR-0008C。
デザインは石垣純哉によるものだが、制作にあたっては漫画家のときた洸一によってイメージラフが提出されている。また、ときた洸一によって専用装備であるビット兵器のラフが提出されているが、ゲーム作品に先行して登場する形となっている。

#### 武装（ガンダムヌーヴェル）
スラッシュシールド
両腕に取り付けられているシールドで、ビームサーベルと高出力ビームライフルを兼用する。
AIドローンビット
AIを搭載したビットで、AIの独自判断によるオールレンジ攻撃を行う。このビットの制御にフラッシュシステムは使われていない。